# Une chute de cinq étages
Une chute de cinq étages je francouzský němý film z roku 1906. Režisérem je Georges Méliès (1861–1938). Film trvá zhruba 3 minuty.

## Děj
Novomanželský pár přichází k fotografovi, aby si nechal udělat portrét. Pomocník fotografa, který něco rovná na horní polici, však spadne ze žebříku, kterým srazí kulisu na novomanžele a fotografický přístroj z okna. Přístroj spadne z pěti pater budovy na kolemjdoucího, který začne připomínat býka.